# Калальцо-ді-Кадоре
Калальцо-ді-Кадоре (італ. Calalzo di Cadore, вен. Calalzo de Cador) — муніципалітет в Італії, у регіоні Венето, провінція Беллуно.
Калальцо-ді-Кадоре розташоване на відстані близько 510 км на північ від Рима, 115 км на північ від Венеції, 37 км на північ від Беллуно.
Населення — 2113 осіб (2014).
Щорічний фестиваль відбувається 3 лютого. Покровитель — святий Власій.

## Демографія
Населення за роками:

Станом на 1 січня 2023 року в муніципалітеті офіційно проживало 89 іноземців з 22 країн, серед них 14 громадян країн Євросоюзу та 11 громадян України.

## Сусідні муніципалітети
- Ауронцо-ді-Кадоре
- Борка-ді-Кадоре
- Домедже-ді-Кадоре
- П'єве-ді-Кадоре
- Сан-Віто-ді-Кадоре
- Водо-ді-Кадоре